# Quinto Junio Rústico
Quinto Junio Rústico, mais comumente chamado de Aruleno Rústico, mas às vezes também Júnio Rústico. Rústico era um amigo e aluno de Peto Tráseas, e, como ele, um ardente admirador da filosofia estoica. Foi tribuno da plebe em 66, ano no qual Tráseas foi condenado à morte pelo senado, e Rústico teria vetado a decisão do senado se Tráseas não o tivesse detido, na medida em que isto apenas levaria à destruição certa de Rústico sem salvar a vida do mestre. Foi pretor nas guerras civis após a morte de Nero, em 69, e foi subsequentemente condenado à morte por Domiciano, por ter escrito um panegírico a Tráseas. Suetônio atribui a ele um panegírico sobre Helvídio Prisco também, mas esta obra foi composta por Herênio Senécio, como sabemos por Tácito e Plínio (Tácito, Anais. xvi. 25, Hist. iii. 80, Agr. 2; Suetônio Domociano. 10; Dion Cássio Ixvii. 13; Plínio Cartas, i. 5, 14, iii. 11; Plutarco de Curios, p. 522).
2. Q. Júnio Rústico, provavelmente filho do anterior, foi consul em 19 junto com o imperador Adriano. Muitos comentadores supõem ser ele o consul Júnio, do qual Juvenal fala (Juvenal xv. 27).
3. Q. Júnio Rústico, provavelmente filho de e neto de, foi um dos professores do imperador Marco Aurélio e o mais distinto filósofo estoico de seu tempo. Recebendo as maiores honras da parte de Marco Aurélio, que constantemente o consultava sobre todos os assuntos públicos e privados, foi duas vezes promovido por ele ao consulado e, após sua morte, obteve do senado estátuas erguidas em sua honra (Dion Cássio Ixxi. 35; Capitolino. Marcos Aurélio Antonino, 3; Marcos Aurélio. i. 7).
NOTA: Verbete do Dicionário de Biografias e Mitologia Greco-Romanas, editado por sir William Smith em 1870.